# O Saviñao
O Saviñao är en kommun i Spanien.  Den ligger i provinsen Lugo i den autonoma regionen Galicien i den nordvästra delen av landet, 400 km nordväst om huvudstaden Madrid. Antalet invånare är 3 488 (2024).
Arean är 196,55 kvadratkilometer. O Saviñao gränsar till Pantón, Chantada, Taboada, Paradela, Bóveda och Monforte de Lemos. 